# Michael Ernst (Synchronsprecher)
Michael Ernst (* 1984 in Bremen) ist ein deutscher Synchronsprecher und Musicaldarsteller.

## Leben
Michael Ernst wurde von 2004 bis 2007 an der Joop van den Ende Academy in Hamburg als Musicaldarsteller ausgebildet. Danach spielte er in Musicals wie Titanic – Das Musical, Hairspray, West Side Story, Sweeney Todd und Kiss Me, Kate in verschiedenen Theatern in Deutschland. Sein zweites Standbein wurde die Synchronisation für Filme und Serien.
Michael Ernst heiratete 2018 den Synchronsprecher Dirk Stollberg.

## Synchronrollen (Auswahl)

### Filme
- 2015: Der Vater meiner besten Freundin: Louka Meliava als Romain
- 2019: The Farewell: Jim Liu als Doktor Song
- 2019: Downton Abbey: Max Brown als Richard Ellis
- 2019: A Brush With Love: Matthew James Dowden als Michael Herman
- 2021: Intrusion: Hayes Hargrove als Bill Waterston
- 2023: Wish: Harvey Guillén als Gabo

### Serien
- 2012: Rita: Morten Vang Simonsen als Ricco Madsen
- 2012–2015: Violetta: Gerardo Velázquez als DJ
- 2012–2017: Baby Daddy: Jean-Luc Bilodeau als Ben Wheeler
- 2014: Sabrina – Verhext nochmal!: Matthew Erickson als Harvey Kinkle
- 2015: The Fosters: Alberto de Diego als Rafael
- 2016: Shameless: Jeff Pierre als Caleb
- 2016: Another als Tohomiko Kazami
- 2017–2018: Zoo: Josh Salatin als Logan Jones
- 2017–2018: The Tick: Griffin Newman als Arthur Everest
- seit 2017: Big Mouth:  Nick Kroll als Nick Birch
- 2017: Vampirina: Andrew Rannells als König Pepi
- 2018: Die Kathedrale des Meeres: Pablo Derqui als Joan
- 2019: Weihnachten zu Hause: Edward Schultheiss als Nick
- 2020: Unglaubliche Geschichten: Dylan O’Brien als Sam
- 2020: Rache ist süß: Danny Griffin als Shane
- 2020: Central Park: Andrew Rannells als Griffin
- 2021: Lupin: Antoine Gouy als Benjamin Ferel